# Hôtel de la Caisse d'épargne de Mayenne
Pour d'autres hôtels homologues, voir Hôtel de la Caisse d'épargne.
L'hôtel de la Caisse d'épargne est un bâtiment de la fin du XIXe siècle à Mayenne, en France. Il a autrefois accueilli un établissement bancaire, pour lequel il a été construit.

## Situation et accès
L'édifice est situé au no 2 du quai de Devizes et au no 1 de la rue Ambroise-de-Loré, au nord du centre-ville de Mayenne, et plus largement au nord du département de Mayenne.

## Histoire
Comme l'indique l'inscription sur la façade, l'hôtel a été fondé 1884. Il s'agirait de la plus vieille Caisse d'épargne du département. Le pont situé devant — de nos jours, pont Mac-Racken — prend par ailleurs le nom de pont de la Caisse-d'Épargne.

## Structure
L'édifice s'élève sur trois niveaux. Dans la façade principale une plaque est encastrée avec l'inscription dorée caisse d’Epargne ; en dessous est inscrite l'année de fondation en numération romaine « MDCCCLXXXIV », soit 1894.